# あいたい (大江千里の曲)
「あいたい」は、大江千里の楽曲である。1990年12月1日にEPICソニーより22枚目のシングルとして発売された。

## 概要
前作『APOLLO』から3か月ぶりとなるシングル。
1984年7月21日発売のシングル「ロマンス」以来、6年半振りに小室哲哉が編曲を担当した。

## 収録曲
全曲 作詞・作曲：大江千里
1. あいたい
  - 編曲：小室哲哉

東宝『スキ!』テーマ曲で、映画とCMで使われたヴァージョンはCDシングルとアレンジが異なる。
SUZUKI「カルタス」CMソングとしても使用された。
2. 星空に歩けば
  - 編曲：清水信之

アルバム『APOLLO』からのリカット。

## 収録アルバム
あいたい
- HOMME
- GOLDEN☆BEST 大江千里

星空に歩けば
- APOLLO
- 2000 JOE